# Historische Zeitungsbibliothek/Historische finnische Zeitungen
Dies ist eine Unterseite zum Hauptartikel Historische Zeitungsbibliothek.
Die Liste der Historischen finnischen Zeitungen umfasst rund 500 frühe Zeitungen, deren Erscheinen entweder eingestellt wurde oder deren Urheberrecht abgelaufen ist und die in der Historischen Zeitungsbibliothek Finnlands im Digitalisierungsprojekt erfasst sind. Die Jahresangaben geben den Digitalisierungszeitraum an, wobei das erste angegebene Jahr häufig auch das des Ersterscheinungsjahres ist.
Die Geschichte des finnischen Pressewesens wird in dem von 1985 bis 1992 unter der Herausgeberschaft von Päiviö Tommila in 10 Teilbänden erschienenen Werk Suomen lehdistön historia dargestellt.

## Liste
Stand: Dezember 2017.
- Aamulehti, ab 1881
- Aftonbladet, 1892–1893
- Aftonposten, 1895–1900
- Ahti, 1878–1881
- Annons-Blad, 1858–1859
- Arbetaren, 1887–1889
- Arbetaren, 1904–1907
- Arbetarnas Notisblad, 1918
- Arbetarnas revolutionära centralråds meddelanden, 1917
- Arbetet, 1908–1918
- Aura, 1880–1896
- Barometern, 1861
- Björneborg, 1865–1873
- Björneborgs Tidning 1860–1865
- Björneborgs Tidning, 1872–1920, 1921–1930
- Borgå Nya Tidning, 1892–1901
- Borgå Tidning, 1837–1858
- Borgåbladet 1860–1920, 1921–1929
- Dagbladet, 1888
- Dagens Nyheter, 1877–1878
- Dagens Press, 1914–1920, 1921
- Dagens Tidning, 1911–1914
- Dagligt Allehanda, 1900–1901
- Demokraatti, 1919
- Ekenäs Notisblad, 1883–1888
- Ekenäs Tidning, 1892–1893
- Elintarve lentolehtinen, 1918
- Elämä, 1905–1907
- Eteenpäin, 1890
- Eteenpäin, 1905–1918
- Eteenpäin, 1920, 1921–1929
- Etelä-Häme, 1920, 1921
- Etelä-Pohjanmaa, 1906–1911
- Etelä-Pohjanmaa, 1919–1920, 1921–1922
- Etelä-Saimaa, 1914–1920, 1921–1929
- Etelä-Savo, 1917–1920, 1921–1929
- Etelä-Suomen Sanomat, 1914–1920 und ab 1921
- Etelä-Suomi, 1902–1920, 1921–1923
- Figaro, 1886
- Finland, 1884–1892, 1894
- Finlands Allmänna Tidning, 1820–1920, 1921–1931
- Finlands Folkkommissariats Notisblad, 1918
- Finljandskaja Gazeta, 1900–1917
- Finska Veckobladet, 1887–1888
- Folkbladet, 1918–1920, 1921–1923
- Folket, 1901–1905
- Folket, 1902, 1904–1905
- Folkvännen, 1906
- Folkwännen, 1861–1893
- Forssan Lehti, 1917–1920 und ab 1921
- Forssan Sanomat, 1904–1907
- Fredrikshamns Tidning, 1884–1910
- Fritt Folk, 1906–1907
- Gamlakarleby, 1909–1911
- Gamlakarleby Tidning, 1894–1895
- Golos Russkoj Kolonii, 1918
- Haminan Lehti, 1907–1920, 1921–1929
- Haminan Sanomat, 1889–1899
- Haminan Sanomat, 1907–1915
- Hangon Sanomat, 1913–1914
- Hangon työväen neuvoston tiedonantaja, 1918
- Hangö, 1890–1920, 1921–1929
- Hangö-Bladet, 1908–1914
- Hangö-Posten, 1914–1915
- Hangö-Pressen, 1915–1917
- Heinolan Lehti, 1912–1917
- Heinolan Sanomat, 1905–1912
- Heinolan Sanomat, 1918–1920, 1921–1929
- Helsingfors, 1879–1883
- Helsingfors Aftonblad, 1893–1895
- Helsingfors Annonsblad, 1843
- Helsingfors Annonsblad, 1853–1855
- Helsingfors Annonsblad, 1876
- Helsingfors Börsförenings Tidning, 1866–1867
- Helsingfors Dagblad, 1861–1889
- Helsingfors Morgonblad, 1832–1844
- Helsingfors Posten, 1864–1865
- Helsingfors Tidning, 1909–1910
- Helsingfors Tidningar, 1829–1866
- Helsingfors-Posten, 1902–1905
- Helsingin Sanomat, 1904–1920, 1921–1929
- Helsingin Uutiset, 1862–1863
- Helsingin Uutiset, 1908–1910
- Helsingin Wiikko-Sanomia, 1881–1884
- Hermes, 1885–1886
- Herättäjä, 1909–1920, 1921–1928
- Hufvudstadsbladet, 1864–1920 und ab 1921
- Häme, 1919–1920, 1921–1929
- Hämeen Kansa, 1919–1920, 1921–1929
- Hämeen Sanomat, 1878–1920 und ab 1921
- Hämeen Voima, 1906–1918
- Hämeenkyrön Lehti, 1895
- Hämetär, 1903–1919
- Hämäläinen, 1858–1901
- Ikaalinen, 1913–1920, 1921–1927
- Ilkka, 1906–1920 und ab 1921
- Ilmarinen, 1847–1852, 1854–1855
- Ilmarinen, 1866–1872
- Ilmarinen, 1874–1888
- Ilmoitus-Lehti, 1859–1860
- Iltalehti, 1912–1913
- Iltalehti, 1919–1920, 1921–1929
- Isänmaan Ystävä, 1897–1900
- Itä-Häme, 1904–1906
- Itä-Hämeen Raivaaja, 1905–1907
- Itä-Karjala, 1896–1906
- Itä-Savo, 1917–1920 und ab 1921
- Itä-Suomen Sanomat, 1894–1913
- Itä-Suomen Työmies, 1899–1900
- Itä-Suomen Työmies, 1918
- Jaakkima, 1915–1920
- Jaakkiman Sanomat, 1905–1914
- Jaakkiman Sanomat, 1920, 1921–1928
- Jakobstad, 1905–1915
- Jakobstads Tidning, 1898–1901
- Juna, 1906–1917
- Jyränkö, 1890–1901
- Kaiku, 1877–1920, 1921–1929
- Kaikuja Kajaanista, 1905–1916
- Kainuun Sanomat, 1917–1920 und ab 1921
- Kajaanin Kaiku, 1916–1919
- Kajaanin Lehti, 1899–1920
- Kaleva, 1899–1920, 1921–1928
- Kanawa, 1845–1847
- Kansakunnan Lehti, 1863–1864
- Kansalainen, 1896–1912
- Kansan Lehti, 1867–1870
- Kansan Lehti, 1886–1887
- Kansan Lehti, 1898–1918
- Kansan Sana, 1919
- Kansan Tahto, 1906–1914
- Kansan Tahto, 1917–1918
- Kansan Työ, 1919–1920, 1921
- Kansan Voima, 1919–1920, 1921–1930
- Kansan Ystävä, 1881–1882
- Kansan Ääni, 1907–1918
- Kansanvalta, 1914
- Karjala, 1903–1920 und ab 1921
- Karjalainen, 1918–1920 und ab 1921
- Karjalan Aamulehti, 1915-–1920, 1921–1924
- Karjalan Armeijakunnan Pääesikunnan Tiedonannot, 1918
- Karjalan Armeijan Tiedonannot, 1918
- Karjalan Lehti, 1912–1916
- Karjalan Maa, 1918–1920, 1921–1929
- Karjalan Sanomat, 1906–1918
- Karjalan Ääni, 1918–1920, 1921–1929
- Karjalatar, 1874–1917
- Kaskinen, 1914–1916
- Kaskisten Lehti, 1903–1906
- Kaskö Tidning, 1914–1920, 1921–1929
- Kauppalehti, 1898–1920 und ab 1921
- Keski-Pohjalainen, 1906–1911
- Keski-Savo, 1903–1919
- Keski-Suomen Sanomat, 1910–1913
- Keski-Suomen Sosialisti, 1907–1908
- Keski-Suomi, 1871–1917
- Keski-Uusimaa, 1918–1920 und ab 1921
- Keskipohjanmaa, 1917–1920 und ab 1921
- Keskisuomalainen, 1917–1920 und ab 1921
- Koi, 1879–1881
- Koitar, 1899–1907
- Kokkola, 1897–1920, 1921–1929
- Kokkolan Lehti, 1884–1887
- Kokkolan Uutiset, 1915–1917
- Korpi-Jaakko, 1918
- Kotimaa, 1905–1920 und ab 1921
- Kotka, 1882–1898
- Kotka Nyheter, 1897–1920, 1921–1929
- Kotkan Sanomat, 1882–1903
- Kotkan Uutiset, 1897–1906
- Kouvolan Sanomat, 1909–1910, 1913–1920 und ab 1921
- Kristinestads Tidning, 1897–1900
- Kunnalliset Sanomat, 1895–1897
- Kunnallisia Sanomia Loimaalta, Alastarolta, Metsämaalta ja Mellilästä, 1915–1920, 1921
- Kuopio Tidning, 1851–1856
- Kuopion Hippakunnan Sanomia, 1859–1860
- Kuopion Sanomat, 1856–1857
- Kuopion Sanomat, 1880–1882
- Kuopion Sanomat, 1919–1920, 1921
- Kuopion Uutiset, 1903
- Kuopion lakkokomitean tiedonantolehti 1917
- Kymi, 1893
- Kyminlaakso, 1906–1916
- Kyrön Sanomat, 1916–1920, 1921
- Käkisalmen Sanomat, 1906–1920, 1921–1925
- Käkisalmen Suomalainen, 1907–1916
- Laatokka, 1882–1914
- Laatokka, 1917–1920, 1921–1925
- Lahden Lehti, 1900–1908
- Lahden Sanomat, 1910–1913
- Lahti, 1905–1920, 1921–1929
- Lakkolehti - toimittanut järjestyneen työväestön eduskunta, 1918
- Lalli, 1917–1920, 1921–1929
- Land och Stad, 1889–1892
- Lappeenrannan Uutiset, 1885–1898
- Lappeenranta, 1907–1917
- Lauttakylä, 1913–1920 und ab 1921
- Liitto, 1906–1920, 1921–1929
- Louhi, 1890–1906
- Lounais-Häme, 1907–1909
- Lounas, 1886–1892
- Loviisan Sanomat, 1916–1920, 1921–1930
- Lovisa Notisblad, 1918
- Lännetär, 1863
- Länsi-Savo, 1917–1920 und ab 1921
- Länsi-Suomi, 1877–1879
- Länsi-Suomi, 1905–1920 und ab 1921
- Länsi-Uusimaa, 1915–1920 und ab 1921
- Länsisuomen Työmies, 1898–1906
- Maakansa, 1908–1920, 1921–1929
- Maamiehen Ystävä, 1844–1855, 1857
- Maamme, 1889–1890
- Maamme Viikkosanoma, 1890–1891
- Maan Ääni, 1919–1920
- Maaseudun Sanomat, 1920, 1921–1924
- Maaseudun Tulevaisuus, 1916–1920 und ab 1921
- Maaseutu, 1916–1920, 1921–1929
- Mellersta Österbotten, 1881–1882
- Mikkeli, 1892–1906
- Mikkelin Ilmoituslehti, 1861–1863
- Mikkelin Sanomat, 1885–1893
- Mikkelin Sanomat, 1895–1920, 1921–1929
- Mikkelin Wiikko-Sanomia, 1863–1864
- Morgonbladet, 1845–1855
- Morgonbladet, 1871–1884
- Måndagen, 1905–1910
- Norra Posten, 1883–1898
- Novaja Russkaja Zizn, 1919–1920, 1921–1922
- Nuorsosialisti, 1908
- Nya Pressen, 1882–1900
- Nya Pressen, 1906–1914
- Nya Tag, 1890
- Nystads Tidning, 1895–1896
- Oikeus, 1906
- Omahinen, 1909–1910
- Otava, 1904–1909
- Otawa, 1860–1863
- Oulun Ilmoituslehti, 1886–1905
- Oulun Lehti, 1880–1887
- Oulun Sanomat, 1915–1917
- Oulun Wiikko-Sanomia, 1829–1879, lückenhaft
- Paimion Kunnallislehti, 1916, 1918–1919
- Paimion Kuulutukset, 1916
- Paimion ja Sauvon Kunnallislehti, 1919
- Paimion, Sauvon ja Karunan Kunnallislehti, 1920
- Paimion, Sauvon, Karunan ja Piikkiön Kunnallislehti, 1920, 1921–1924
- Papperslyktan, 1858–1861
- Pargas Kungörelser, 1917–1920 und ab 1921
- Parikkala, 1909–1910
- Parikkalan Sanomat, 1908–1920, 1921–1928
- Pedersöre, 1915–1920, 1921–1928
- Pellervo, 1881–1884
- Perä-Pohjolainen, 1897–1916, 1918–1920
- Pirkkalan Uutiset, 1913–1920, 1921–1927
- Pohjalainen, 1889–1901
- Pohjalainen, 1910–1915
- Pohjan Kansa, 1919–1920, 1921–1922
- Pohjan Poika, 1904–1909
- Pohjan-Tähti, 1866–1867
- Pohjanlahti, 1915–1918
- Pohjanmaa, 1909–1912
- Pohjois-Karjala, 1899–1906
- Pohjois-Savo, 1904–1907
- Pohjois-Suomi, 1876–1881
- Pohjois-Suomi, 1905–1909
- Pohjola, 1899–1901
- Pohjolan Sanomat, 1915–1920 und ab 1921
- Politiken, 1907
- Porilainen, 1892–1895
- Porin Kaupungin Sanomia, 1860–1862
- Porin työväen tiedonantolehti, 1918
- Porvoon Työväen Tiedottaja, 1918
- Poslědnìâ novosti, 1917
- Program-bladet. Tidning för Helsingfors teatrar och konserter, 1894–1901
- Punkalaitumen Sanomat, 1908–1920 und ab 1921
- Päijänne, 1877–1882
- Päivälehti, 1889–1904
- Päivän Tiedot, 1915–1917
- Päivän Uutiset, 1887–1889
- Päivätär, 1863–1865
- Pääkaupungin Sanomat, 1910
- Raahe, 1907–1918
- Raahen Lehti, 1896–1906
- Raahen Sanomat, 1889–1890
- Raahen Sanomat, 1906–1907, 1909–1916, 1918
- Raahen Seutu, 1919–1920 und ab 1921
- Raivaaja, 1908–1913
- Raja-Karjala, 1906–1912
- Rajavahti, 1906–1914
- Rauman Lehti, 1881–1914
- Rauman Lehti, 1918–1919
- Rauman Sanomat, 1919–1920, 1921
- Riihimäen Sanomat, 1914–1920, 1921–1929
- Russkaja Zizn, 1919
- Russkij Golos, 1918
- Russkij Vestnik, 1918
- Räisälän Kuulumisia, 1911–1912
- Saarijärven Paavo, 1918–1920, 1921–1928
- Saima, 1844–1846
- Saimaa, 1893–1895
- Salmetar, 1897–1920, 1921–1928
- Salon Sanomat, 1908–1910
- Salon Seudun Kunnallislehti, 1919–1920, 1921–1928
- Sampo, 1888
- Sanan Saattaja Wiipurista, 1833–1836, 1840–1841
- Sanan-Lennätin, 1855–1858
- Sanantuoja, 1914–1917
- Sanomia Porista, 1894–1896
- Sanomia Tampereelta, 1866
- Sanomia Turusta, 1850–1903
- Satakunnan Kansa, 1918–1920 und ab 1921
- Satakunnan Lehti, 1919–1920, 1921
- Satakunnan Sanomat, 1906–1917
- Satakunta, 1873–1917
- Savo, 1879–1891
- Savo, 1909–1920, 1921–1929
- Savo-Karjala, 1888–1901
- Savolainen, 1907–1917
- Savon Jääkäri, 1918–1920, 1921
- Savon Kansa, 1918–1920, 1921–1923
- Savon Lehti, 1911–1912
- Savon Sanomat, 1907–1920 und ab 1921
- Savon Työmies, 1906–1910
- Savon Viikkolehti, 1891
- Savonlinna, 1876–1881
- Savonlinna, 1883–1901
- Savonmaa, 1919–1920, 1921–1928
- Savotar, 1891
- Savotar, 1906–1918
- Severnaja Zizn, 1918–1919
- Social-Demokraten, 1907–1908
- Sorretun Voima, 1906–1917
- Sortavalan Sanomat, 1914–1917
- Sosialidemokraatti, 1906–1918
- Sosialisti, 1906–1918
- Sotsialist-Revoljutsioner, 1917–1918
- St Michels Annonce-Blad, 1861–1862
- St Michels Veckoblad, 1876–1877
- Suomalainen, 1846
- Suomalainen, 1888–1917
- Suomalainen Kansa, 1907–1911
- Suomalainen Työväenliitto, 1907–1909
- Suomalainen Wirallinen Lehti, 1866–1919
- Suomen Julkisia Sanomia, 1856–1865
- Suomen Kansa, 1900–1905
- Suomen Kansanvaltuuskunnan Tiedonantaja, 1918
- Suomen Sosialidemokraatti, 1918–1920 und ab 1921
- Suomen Sosialisti, 1908
- Suomen Virallinen Lehti, 1918
- Suomen Virallinen Lehti, 1919–1920, 1921–1931
- Suomen kansanvaltuuskunnan lentävä sana, 1918
- Suomenkieliset Tieto-Sanomat, 1775–1776
- Suomenlehti, 1872–1874
- Suometar, 1847–1866
- Suomi, 1847–1849
- Suomi, 1844…1892, lückenhaft
- Suomi, 1911–1912
- Suomi, 1918
- Suupohjan Kaiku, 1897–1919
- Suupohjan Työmies, 1883–1885
- Suur-Karjala, 1919–1920, 1921–1922
- Suur-Savo, 1906–1917
- Svenska Finland, 1914–1915
- Svenska Tidningen, 1917–1920, 1921
- Svenska Österbotten, 1895–1898
- Syd-Österbotten, 1903–1920, 1921–1929
- Säkkijärven Sanomat, 1898–1905
- Talonpojan Lehti, 1906–1907
- Tammerfors, 1894–1897
- Tammerfors Aftonblad, 1882–1894
- Tammerfors Aftonblad, 1916–1920, 1921–1928
- Tammerfors Nyheter, 1896–1916
- Tampere, 1882–1885
- Tampereen Lehti, 1898–1899
- Tampereen Sanomat, 1866–1900
- Tampereen Sanomat, 1904–1919
- Tampereen Uutiset, 1890–1905
- Tampereen wallankumouksellisen keskusneuwoston tiedonantoja, 1917
- Tapio, 1861–1888
- Terijoki, 1908–1909
- Tidningar Utgifne af et Sällskap i Åbo, 1771–1778, 1782–1785
- Tidningar ifrån Helsingfors, 1829–1831
- Tiedonanto, 1917
- Tiedonantolehti, 1918
- Tieto-Sanomia Suomen Kansalle, 1870–1872
- Toijalan Sanomat, 1916–1920, 1921–1928
- Tornio, 1898–1901
- Tornion Laakso, 1912–1915
- Tornion Lehti, 1905–1920, 1921–1926
- Tornion Uutiset, 1905–1912
- Totuus. Suomalainen kommunistinen viikkolehti, 1919
- Toveri, 1918
- Turkulainen, 1915–1917
- Turun Lehti, 1882–1919
- Turun Sanomat, 1905–1920 und ab 1921
- Turun Sos.-dem. kunnallisjärjestön johtavan komitean tiedonantolehti, 1917
- Turun Wiikko-Sanomat, 1820–1827, 1829–1831
- Tyrvää, 1914–1915
- Tyrvään Sanomat, 1894–1920 und ab 1921
- Työ, 1904–1918
- Työkansa, 1906–1920, 1921–1926
- Työläinen, 1906–1916
- Työläinen, 1918–1919
- Työmiehen Ystävä, 1874–1876
- Työmies, 1895–1918
- Työn Oikeus, 1919
- Työn Valta, 1917–1919
- Työn Voima, 1919–1920, 1921–1929
- Työväen Lehti, 1919–1920
- Työväen Vallankumouksellisen Keskusneuvoston Tiedonantolehti, 1917
- Työväenliitto, 1910–1912
- Tähti, 1863–1867
- Tähti, 1905–1913
- Uleåborgs Tidning, 1877–1891
- Uleåborgsbladet, 1891–1900
- Urjalan Sanomat, 1918–1920, 1921–1927
- Uuden Suomen Iltalehti, 1919
- Uudenkaupungin Sanomat, 1891–1920 und ab 1921
- Uurtaja, 1912–1914
- Uusi Aika, 1900–1901
- Uusi Aika, 1911–1912
- Uusi Aika, 1919–1920, 1921–1928
- Uusi Aura, 1897–1920, 1921–1929
- Uusi Heinolan Sanomat, 1912–19186
- Uusi Inkeri, 1905–1906
- Uusi Kotka, 1918–1920
- Uusi Päivä, 1917–1918
- Uusi Savo, 1891–1903
- Uusi Suometar, 1869–1918
- Uusi Suomi, 1919–1920, 1921–1929
- Uusimaa, 1894–1920 und ab 1921
- Uusmaalainen, 1905–1913
- Vaasa, 1902–1920, 1921–1929
- Vaasan Lehti, 1914–1915
- Vaasan Sanomat, 1878–1881
- Vaasan Sanomat, 1897–1899
- Vaasan Sanomat, 1912–1913
- Vaasan vallankumouksellisen työväen johtavan toimikunnan tiedonantolehti, 1917
- Vakka-Suomi, 1908–1920, 1921–1923
- Valkoinen Suomi, 1918
- Vapaa Karjala, 1920, 1921–1925
- Vapaa Sana, 1906–1918
- Vapaa Sana, 1920, 1921–1923
- Vapaa sana, 1918
- Vapaus, 1906–1920, 1921–1929
- Vasabladet, 1856–1920 und ab 1921
- Veckobladet, 1892–1917
- Veljeys, 1906–1908
- Vestra Nyland, 1881–1882
- Viipurin Sanomat, 1910–1918
- Vikingen, 1870–1874
- Vita Finland, 1918
- Västra Finland, 1895–1920, 1921–1928
- Västra Nyland, 1889–1920 und ab 1921
- Vårt Land, 1897–1899
- Waasan Lehti, 1880–1893
- Warkauden Lehti, 1919–1920 und ab 1921
- Wasa Framåt, 1881
- Wasa Nyheter, 1895–1900
- Wasa Tidning, 1839–1847
- Wasa Tidning, 1880–1898
- Wasa-Posten, 1898–1920, 1921–1928
- Westra Finland, 1888–1893
- Wiborg, 1855–1861
- Wiborgs Annonce Blad, 1837–1839, 1842–1844, 1848–1849
- Wiborgs Nyheter, 1899–1904, 1907–1920, 1921–1929
- Wiborgs Tidning, 1854–1855
- Wiborgs Tidning, 1864–1881
- Wiborgsbladet, 1882–1901
- Wiburgs Mancherley, 1821
- Wiburgs Wochenblatt, 1823–1832
- Wiipuri, 1893–1918
- Wiipurin Sanomat, 1884–1901
- Wiipurin Sanomat. Supistus, 1901–1909
- Wiipurin Uutiset, 1887–1888
- Wuoksi 1889–1901
- Yhdenvertaisuus, 1906–1907
- Ylimaa, 1919–1920
- Ääni, 1913
- Åbo Allmänna Tidning, 1810–1819
- Åbo Morgonblad, 1821
- Åbo Nya Tidningar, 1789
- Åbo Posten, 1873–1883
- Åbo Tidning, 1800–1810
- Åbo Tidning, 1882–1906
- Åbo Tidningar, 1791–1799, 1801
- Åbo Tidningar, 1820–1861
- Åbo Underrättelser, 1824–1827, 1829–1920 und ab 1921
- Åland, 1868
- Åland, 1891–1920 und ab 1921
- Ålands Sjöfartstidning, 1903–1905
- Ålandsposten, 1919
- Österbotten, 1864–1878
- Österbottens Folkblad, 1908–1914, 1917
- Österbottningen, 1898–1920, 1921–1922
- Österbottniska Posten, 1883–1890, 1911–1920, 1921–1928
- Östra Finland, 1875–1899
- Östra Finland, 1905–1910
- Östra Nyland, 1881–1920, 1921–1928